# The Pilgrimage (Jansen-Jormin-Steinmetz-Album)
The Pilgrimage ist ein Jazzalbum von Arne Jansen, Anders Jormin und Uwe Steinmetz. Die am 22. Oktober 2023 in der Waldkirche in Timmendorfer Strand  entstandenen Aufnahmen erschienen 2024 auf Traumton Records.

## Hintergrund
Für das Livealbum The Pilgrimage kamen der deutsche, in Berlin lebende Gitarrist Arne Jansen (der bereits mit dem Orchestra Baobab aus Senegal und dem österreichischen Pianisten David Helbock gespielt hatte) und den schwedischen, in Göteborg lebenden Kontrabassisten Anders Jormin und dem Berliner Sopransaxophonisten Uwe Steinmetz, der dieses Trio ins Leben gerufen hatte, zusammen, verbunden – in seiner Funktion als Kantor im Dekanat Bayerwald der Evangelisch-Lutherischen Kirche in Bayern – mit einem tiefen Interesse an christlicher Kirchenmusik.
Dieses Trio trat 2016 zum ersten Mal im Göteborger Dom im Rahmen eines nordischen Kirchenmusikfestivals auf, wo es sofort eine enge Bindung aufbaute. Später im Herbst 2022 tourte das Trio, vertiefte seine Dynamik und beendete diese Tour in der Waldkirche in Timmendorfer Strand, wo das Live-Album The Pilgrimage aufgenommen wurde. Das Trio wählte den Titel des Albums, da es die Ursprünge eines universellen menschlichen Phänomens erforscht und darauf abzielt, eine musikalische Aussage mit einer tieferen, spirituellen Bedeutung zu formulieren. Zum Programm gehörten das nordkoreanische Volkslied „Red Flower“ und die Ballade „Sleep Safe and Warm“ von Krzysztof Komeda (auch bekannt als „Lullaby from Rosemary's Baby“ aus dem gleichnamigen Film von Roman Polanski).

## Titelliste
- Arne Jansen, Anders Jormin, Uwe Steinmetz: The Pilgrimage (Traumton Records 4729-1)[1]

1. La Peregrinación (Ariel Ramírez) 6:05
2. He Who Counts the Stars (Arne Jansen) 8:22
3. The Promise (Uwe Steinmetz) 7:34
4. Procession (Uwe Steinmetz) 3:27
5. Deep Wood (Arne Jansen) 6:43
6. The Red Flower (Jung-Hee Woo) 7:33
7. New Flower (Uwe Steinmetz) 3:55
8. Sleep Safe and Warm (Krzysztof Komeda) 5:18

## Rezeption

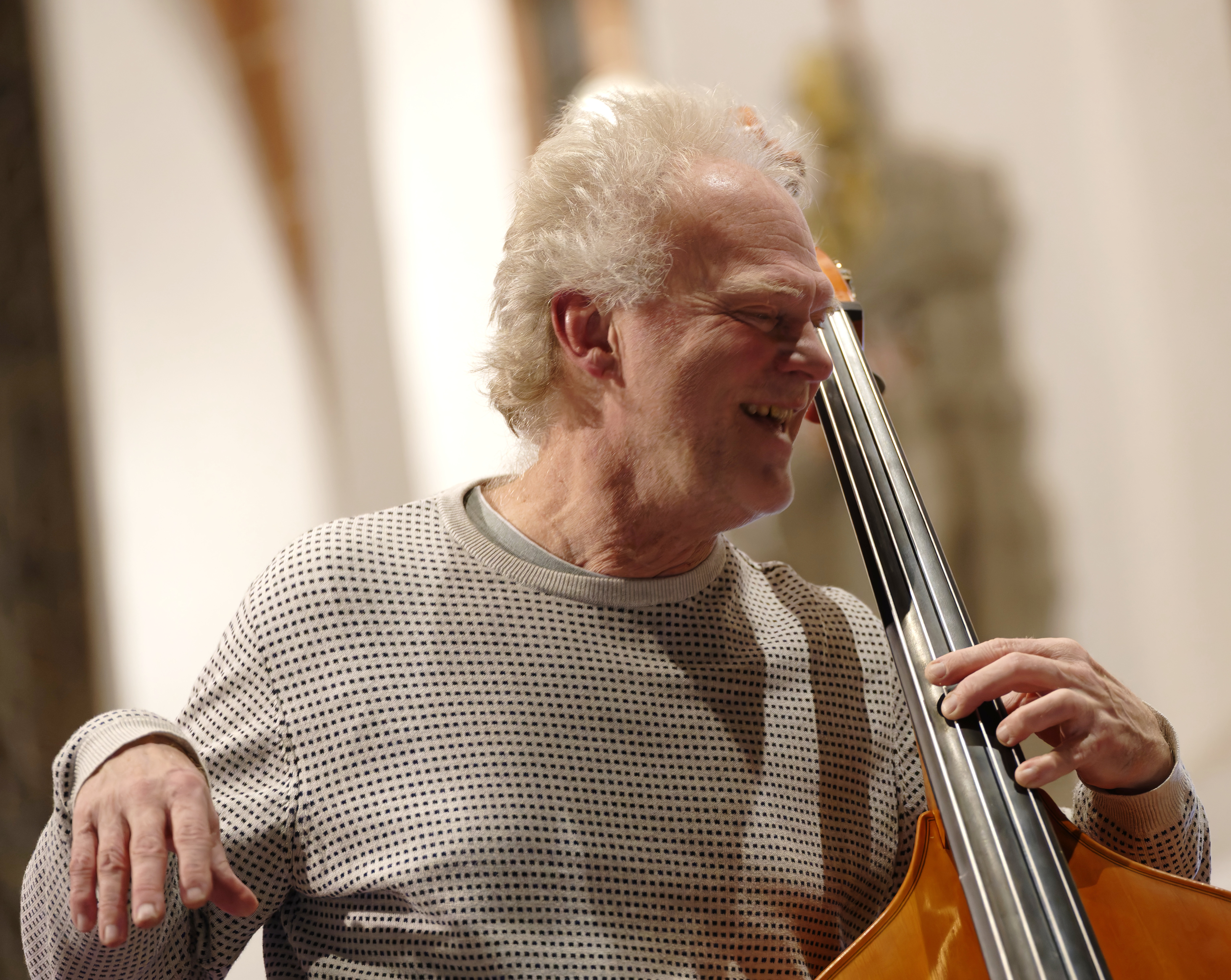
Anders Jormin (2024)

Jormin glänze auf diesem Album mit einem souveränen Sound und verankere die kontemplative Dynamik des Trios mit seinem singenden, erdigen, warmen Ton, schrieb Eyal Hareuveni in Salt Peanuts. Mit dem hymnischen „Peace of the Earth“ beschließt das Trio diese berührende, gefühlvolle und höchst menschliche Reise.
Anders Jormin am Kontrabass, Arne Jansen an der Gitarre und Uwe Steinmetz am Alt- und Sopransaxophon; dies sei ein Trio mit ungewöhnlicher Instrumentierung, das überrasche und Landschaften voller Atmosphäre, Nostalgie, Geheimnis und manchmal Freude male, schrieb Jean-Claude Vantroyen in Le Soir. Man könne die seit acht Jahren bestehende Komplizenschaft, diese Verbindung hören. Der Titel „Pilgerfahrt“ habe zwei Gründe. Erstens, weil das Eröffnungsstück, „La Peregrinación“, ein Pilgerlied von Ariel Ramírez, dem Autor der berühmten Misa Criolla, ist, das in Frankreich Gilles Dreu unter dem Titel „Alouette“ gecovert hatte. Zum anderen, weil die Musiker in diesem Album den Ursprüngen eines universellen Phänomens nachgehen würden: Pilgern sei (als Bestandteil aller großen Religionen) „eine Suche, die zu einem Ziel – der Erleuchtung – führen muss, doch der Weg ist ebenso wichtig wie das Ziel“. Und diese Musik würde die Gedanken, Meditationen und Öffnungen wider spiegeln, die das Gehen mit sich bringen kann. Es sei sehr spirituell. Und sehr schön.